# Sebastian Francis Shaw
Sebastian Francis Shaw, né en 1957, est un archevêque catholique pakistanais. En août 2024, à la suite d'accusations de fraude financière et d’« inconduite sexuelle », Sebastian Shaw prend un « congé sabbatique ».

## Biographie
Sebastian Francis Shaw est né en 1957 à Padri Jo Goth (en), dans le sud-est du Pakistan. Il est titulaire d’une maîtrise en orientation et conseil de l’université de La Salle à Manille, aux Philippines. Il intègre l’ordre des Frères mineurs (O.F.M.) et il est ordonné prêtre à Lahore en 1991. Il a été recteur du juniorat et du postulat du séminaire Dar ul Naim à Lahore de 1991 à 1995, a enseigné au petit séminaire St. Mary's à Lahore et a également été provincial de l'Ordre des frères mineurs au Pakistan.
Il est nommé évêque auxiliaire de l’archidiocèse de Lahore en 2009,. Il est ordonné évêque le 25 avril 2009 par Lawrence Saldanha (en) assisté de Max John Rodrigues (en) et Joseph Coutts.
Le 27 octobre 2013, le pape François a nommé Shaw membre du Conseil pontifical pour le dialogue interreligieux.
En 2013, il est nommé archevêque de Lahore.
En 2022, Sebastian Shaw interpelle la communauté internationale pour combattre les enlèvements, les conversions forcées et les agressions sexuelles des jeunes issus des minorités chrétiennes et religieuses au Pakistan.
En août 2024, à la suite d'accusations de fraude financière et d’« inconduite sexuelle », Sebastian Shaw quitte ses fonctions pour un « congé sabbatique ». Ainsi en 2017, il est critiqué pour avoir permis à Maryam Nawaz Sharif de tenir un discours politique dans la cathédrale du Sacré-Cœur de Lahore. En 2022, un prêtre catholique l'accuse d’homosexualité. Par ailleurs Saleem Sylvester, un militant catholique, lui reproche d’avoir cédé à un prix dérisoire au moins deux propriétés de l’Église à un de ses conseillers, qui l'a ensuite revendu au prix du marché et a partagé le différentiel avec Sebastian Shaw. De plus, selon Saleem Sylvester, « les scandales sexuels sévissent dans les séminaires ; les prêtres partagent leur vidéo privée avec des amis, puis elles sont divulguées ». Benny Mario Travas (en), archevêque de Karachi, est nommé administrateur apostolique,.